# 帕斯卡 (德國)
帕斯卡（德語：Paska）是德國圖林根薩勒-奧拉的一座村落，人口約100人。該村落可能建於13世紀。一份1378年的文獻首次提及帕斯卡。當地43.3%的居民信奉新教，2.5%的居民信奉天主教。